# Nedra Gryssjön
Nedra Gryssjön är en sjö i Ljusdals kommun i Hälsingland och ingår i Ljusnans huvudavrinningsområde. Sjön har en area på 0,184 kvadratkilometer och ligger 443,8 meter över havet.